# شب‌های روشن (مجموعه تلویزیونی)
شب‌های روشن یک مجموعه تلویزیونی مناسبتی محصول سال ۱۳۹۲ به کارگردانی مجید مظفری، نویسندگی فلورا سام و تهیه‌کنندگی مجید اوجی می‌باشد که از شبکه یک پخش شد. این مجموعه در ۴ قسمت تهیه شد.

## بازیگران
- آناهیتا همتی
- حسن جوهرچی
- زهرا سعیدی
- سیاوش طهمورث
- فلورا سام
- کاوه آشنا
- محمود عزیزی
- مرتضی کاظمی
- یسنا مهاجری